# Магомедов, Абдулмалик Закаригаевич
Абдулмалик Закаригаевич Магомедов (дарг. Закаригала Урши ГӀябдулмалик; 10 ноября 1960, Губден, Ленинский район, ДАССР — 2008) — майор МВД Российской Федерации, Герой Российской Федерации (2011).

## Биография
Абдулмалик Магомедов родился в Дагестане. Окончил среднюю школу. В августе 1995 года Магомедов пошёл на службу в органы Министерства внутренних дел Российской Федерации, работал участковым, затем начальником Губденского поселкового отдела милиции. Участвовал во Второй чеченской войне, ликвидировал центр подготовки боевиков в селении Губден, участвовал в захвате более 10 сепаратистов, изъятии оружия и боеприпасов.
Деятельность Магомедова в качестве сотрудника милиции привела к тому, что за ним и его семьёй началась охота. Так, ночью 24 сентября 2007 года на дом Магомедова было совершено нападение, однако хозяин дома успел вызвать подкрепление и оказал вооружённое сопротивление нападавшим до его прибытия. 23 октября 2007 года в окно дома Магомедова были брошены бутылки с зажигательной смесью. Магомедову удалось вывести из пожара свою семью, однако дом и всё имущество полностью сгорели.
Несмотря на это, Магомедов продолжал выполнять свои обязанности, предотвращал преступления, выселял лиц, пособничавших боевикам. 21 октября 2008 года он получил сведения о том, что в сторону селения Губден направляется вооружённая группа боевиков в количестве более чем двадцати человек. Сообщив районному руководству, Магомедов собрал все имеющиеся силы и организовал охрану селения. Боевики, обнаружив, что их намерения раскрыты, попытались скрыться, но Магомедов организовал их преследование. В лесном массиве милиционеры попали в засаду. Магомедов получил тяжёлые ранения и остался прикрывать отход своих товарищей, отстреливаясь до последнего патрона. Похоронен в Губдене.
13 ноября 2009 года на могиле Магомедова были убиты его вдова, дочь и сестра, а в июле 2010 года был застрелен его сын.
Указом Президента Российской Федерации 11 сентября 2011 года за «мужество и героизм, проявленные при исполнении служебного долга» майор милиции Абдулмалик Магомедов посмертно был удостоен высокого звания Героя Российской Федерации. Также был награждён рядом медалей.